# 11933 Himuka
11933 Himuka è un asteroide della fascia principale. Scoperto nel 1993, presenta un'orbita caratterizzata da un semiasse maggiore pari a 2,6694499 UA e da un'eccentricità di 0,1942613, inclinata di 11,44426° rispetto all'eclittica.